# Nacionalcatolicisme

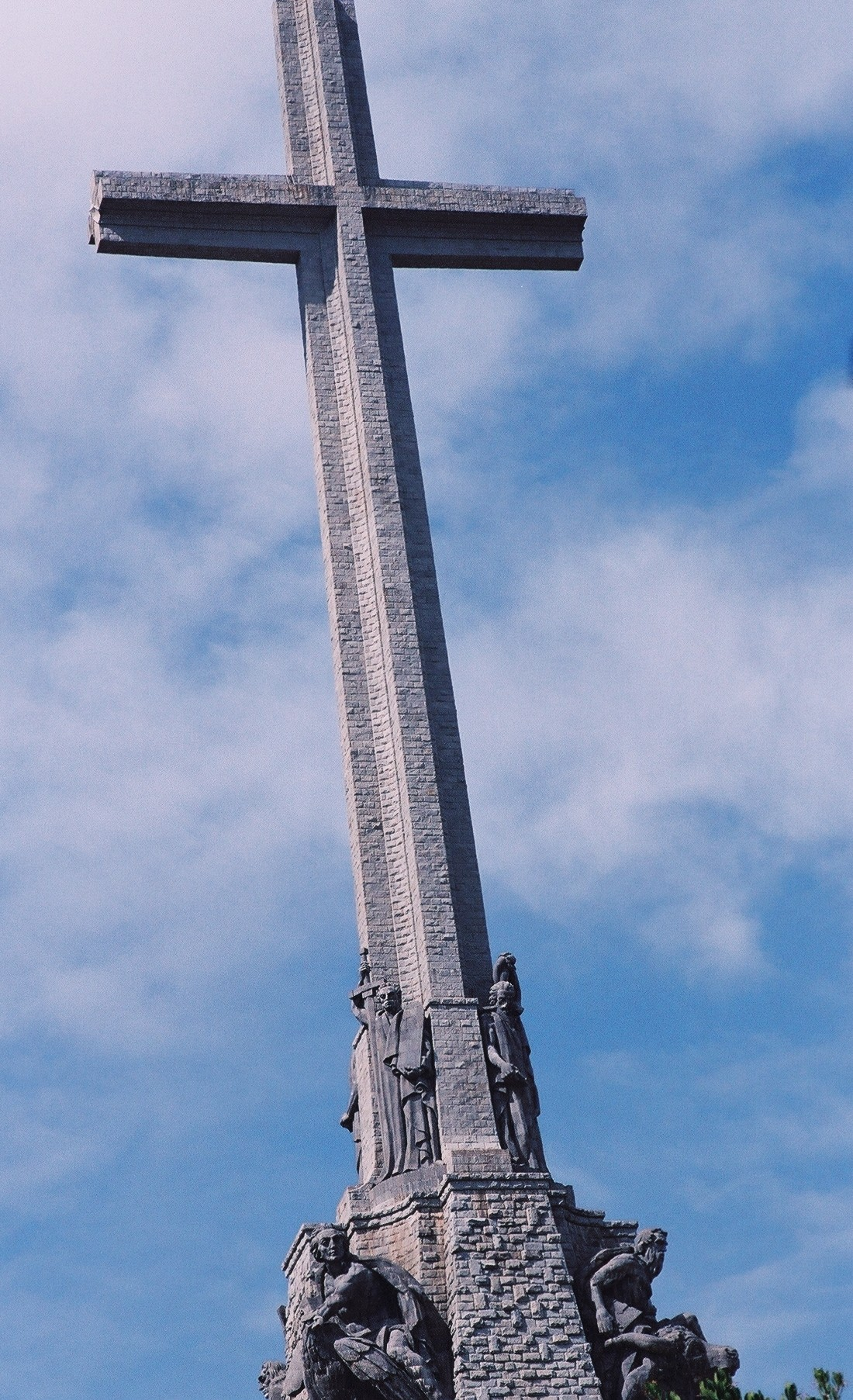
La creu del Valle de los Caídos s'aixeca sobre l'antiga tomba de Franco

Nacionalcatolicisme és la denominació amb la qual es coneix un dels senyals d'identitat ideològica clericalista del franquisme, el règim dictatorial amb el qual Francisco Franco va governar Espanya entre 1936 i 1975. La seva manifestació més visible va ser l'hegemonia que tenia l'Església Catòlica en tots els aspectes de la vida pública i fins i tot privada. El primer esment escrit del terme ve de José Maria González el 1967 al seu llibre Creer es comprometerse.

## Els catòlics, família del Règim
La creació del terme és possiblement pejorativa, per comparança del règim de Franco amb el nacionalsocialisme alemany que fou el seu aliat. Com a lectura d'una divisió interna dintre de les anomenades famílies del franquisme, pot comparar-se al nacionalsindicalisme, component essencial de la ideologia i pràctica política del falangisme, i que era la família que dins del règim manifestava una més forta oposició a la família catòlica, de més tradició dintre de la dreta espanyola, després rebatejats com a tecnòcrates. L'habilitat de Franco per a cercar-se suport successivament en una o altra família, repartint responsabilitats entre elles, és una de les claus que el va mantenir en el poder.
El canvi d'expectatives sobre el resultat de la Segona Guerra Mundial, va ser transcendental perquè Franco decidís abandonar la retòrica feixista dels falangistes i apostés decididament per la retòrica catòlica, més assumible pels aliats occidentals. L'homologació internacional de la ideologia nacionalcatòlica es va fer de la manera que Hugh Trevor-Roper ha definit com a feixisme clerical, i n'és el més tardà i més reeixit. És impossible l'homologació amb la Democràcia cristiana, els senyals de la qual d'identitat en la postguerra europea eren l'europeisme i l'antifeixisme (a part de les quals sí que compartiria, com l'anticomunisme i la vinculació a valors religiosos).

## Antecedents
Ja al segle xix, les idees d'un catolicisme nacional, segons els principis del Syllabus Errorum d'en Pius IX va inspirar força la política religiosa, educativa i cièntifica d'Isabel II d'Espanya, una aficionada incondicional d'aquest papa reaccionari que refusava la modernitat. Les idees d'aquest Syllabus del 1864 van tornar a retrobar-se al concordat del 1954.
Juntament amb això, la pèrdua de les darreres colònies causà un xoc sobtat entre la història oficial, mitificada, que parlava d'imperi, conqueridors, segle d'or espanyol, llengua castellana, catolicisme, etc., i la història real en forma de desastre colonial i cultures diferents a la castellana dins d'Espanya. Aquest xoc causà el regeneracionisme, que es barrejà amb la teorització del degeneracionisme provinent de França i Anglaterra. Per això es volgué creure que el que havia passat era una degeneració nacional, i originant-se un discurs regeneracionista en el que participaren alguns dels que serien teòrics del feixisme espanyol i el nacionalcatolicisme, que demananaven la regeneració de l'esperit nacional -castellà excloent-, i cristià com a punt de partida per a la regeneració espanyola.
Des d'abans de la Guerra Civil Espanyola era clar que un dels focus de tensió durant la Segona República Espanyola va ser la divisió entre les dues Espanyes de les quals parlava Antonio Machado. Sense prentendre establir prioritats, la lluita de classes i el nacionalisme (centrífug a Catalunya i País Basc i centrípet en la dreta espanyola), serien dues d'aquestes línies divisòries, però la tercera era l'enfrontament entre l'Església catòlica d'un costat, i d'un altre la intel·lectualitat republicana i el que podria dir-se les masses (molt poc articulades entre si). L'anticlericalisme tenia precedents molt antics, almenys fins a la crema de convents de 1835, enmig de la Primera Guerra Carlina. Des d'aquest moment el clergat, al mateix temps que perd la seva riquesa territorial pel procés de desamortització, hereta el paper de boc expiatori que havien tingut fins llavors els jueus en la història d'Espanya; no per a tota la població, sinó per a les masses urbanes i els camperols no propietaris en procés de descristianització i per a les elits burgeses. S'havia trobat una vàlvula d'escape per al descontentament popular que ho desplaçava a un objectiu desprotegit i lluny d'on està el veritable poder econòmic.
La recuperació de posicions de l'Església va començar quan amb més o menys fortuna es desvincula dels carlins, se signa el concordat de 1851 sota Isabel II i s'integren els neocatòlics en el sistema polític de la restauració a través del Partit Conservador de Cánovas del Castillo. La depuració dels més conspicus liberals de la Universitat que es van veure obligats a fundar la Institución Libre de Enseñanza per a exercir la seva llibertat de càtedra, ens indica en quin estat estava el panorama intel·lectual: radicalitzat entre ultracatòlics (Marcelino Menéndez y Pelayo) i lliurepensadors (Francisco Giner de los Ríos). Des de finals del XIX s'aplica amb èxit desigual la doctrina social de l'Església, que busca l'enquadrament dels obrers catòlics i els petits propietaris rurals per a contenir l'avenç de sindicats i partits de classe.
Ja en el segle xx, un actiu periodisme catòlic (Ángel Herrera Oria, El Debate) posava de forma moderna al servei del seu missatge un poderós mitjà de comunicació. En 1935 apareix el Ya, periòdic de l'Editorial Catòlica, que des de la seva capçalera mostra la impaciència d'aquest puixant moviment. Serà el periòdic catòlic durant tot el franquisme. La dreta va aprofitar amb habilitat l'anticlericalisme de la Segona República espanyola: tant la política sobiranista i laïcista (dissolució de la Companyia de Jesús, ensenyament laic), com els casos de violència anticlerical (incendis, profanacions, atemptats contra religiosos); per a sostreure a la majoria dels catòlics del suport a la República. Es va interpretar que la majoria relativa de la CEDA en les eleccions de 1933, que va votar la dona per primera vegada, va tenir a veure amb això.
L'ajustada majoria del Front Popular a les eleccions generals espanyoles de 1936, i la recrudescència de la violència, que fou extraordinàriament intensificada amb l'esclat de la revolta militar, van donar l'empenta definitiva perquè la majoria dels catòlics de tot Espanya (amb la notable excepció de Guipúscoa i Biscaia) donessin suport als revoltats. Els assassinats de clergues (la majoria dels bisbes entre ells) i la destrucció més o menys espontània d'edificis i tot tipus d'art religiós va proporcionar arguments i imatges valuosíssims al bàndol nacional. Símbol de tot això, l'afusellament del Monument al Sagrat Cor de Jesús, que regnava en el centre geogràfic d'Espanya. Milers de soldats nacionals duien sobre el cor una estampeta que resava: «Deten-te bala, el Sagrat Cor de Jesús està amb mi!». Era una lluita a vida o mort. Molts dels bisbes supervivents es deixen veure aixecant el braç en salutació falangista, per mostrar el seu suport a l'insotmés Franco. Un dels més actius és el cardenal Isidre Gomà, redactor principal d'un text definitiu: la Carta colectiva de los obispos españoles a los obispos de todo el mundo con motivo de la guerra en España. L'Alçament nacional s'havia convertit en una croada, i Franco, home providencial, en el nou Don Pelayo.

## Por el Imperio hacia Dios
Amb semblants consignes es va travessar la dura postguerra de vint anys -fins a 1959- que Franco anava obtenint pas a pas el reconeixement internacional, amb l'inestimable suport del Vaticà, que obté en 1953 un Concordat extraordinàriament favorable. La catòlica és la religió oficial, quedant les altres relegades a l'àmbit privat. L'estat posa en la nòmina als clergues i es dota a l'Església d'una exempció molt àmplia d'impostos. Se'ls proporcionen pràcticament mans lliures en l'educació, que passa a ser una imatge invertida de l'escola laica de la República (veure El florido pensil). Els mestres, figura equivalent en la repressió del bàndol nacional als cures en el bàndol roig, havien passat per una dura depuració després de la guerra a càrrec de la Comissió de Cultura i Ensenyament de la Junta Tècnica de l'Estat presidida pel catòlic José Mª Pemán. A canvi, Franco hereta de la Monarquia Catòlica el dret de presentació de bisbes i el costum d'entrar sotax pal·li en els temples. A les monedes apareix la seva efígie envoltada per l'expressió: Caudillo de España por la Gracia de Dios. Es van erigir temples característics, servint com a exemple la Basílica de la Valle de los Caídos (tomba de Franco), la Basílica de la Macarena a Sevilla, que va ser tomba de Queipo de Llano, o el Monument del Sagrat Cor de San Juan de Aznalfarache a Sevilla que va ser monument funerari del cardenal Segura i els seus familiars, i molts altres per tot Espanya.
Les institucions i persones pròximes a la família catòlica (per exemple, el Banc Popular) o l'Opus Dei experimenten un èxit social i econòmic sense precedents. Igual que amb els partits que van donar suport al Cop d'estat del 18 de juliol de 1936 (part de la CEDA, el Tradicionalisme, JONS, Falange Española) es va formar el Movimiento Nacional (amb les sigles FET y de las JONS), es va procurar la unificació dels grups catòlics de la Segona República (Associació Catòlica Nacional de Propagandistes) en l'Acció Catòlica, que serà àmpliament depassada en influència en els anys cinquanta per l'Opus Dei, una controvertida prelatura personal fundada per Josepmaria Escrivà de Balaguer. La societat és recristianitzada ja sigui de grau o forçadament. Milers de nens i joves no batejats en els anys anteriors, ho seran ara, ja que per a diversos tràmits administratius, es necessita certificat de bateig. Es declaren invàlids els matrimonis únicament civils, i els divorcis. És l'època de les vocacions tardanes o precoces (mil sacerdots anuals entre 1954 i 1956), els festejos eterns i castos, els serials radiofònics i la censura moral en pel·lícules i llibres. Que Gilda es llevés un guant ballant fou un escàndol de proporcions apocalíptiques. És bon reflex l'assaig de Carmen Martín Gaite Usos amorosos de la postguerra espanyola (1987.
No obstant això, en el triomf s'oculta la debilitat. En la tancada Espanya de la postguerra, podia mantenir-se fermament la puresa de fe i costums. El mateix concordat va donar el tret de sortida a l'obertura del règim a l'exterior, que comença el mateix any 1953 amb la signatura dels acords amb els Estats Units. Els tecnòcrates de l'Opus Dei en el poder modernitzen l'economia, el que porta com a conseqüència la corrupció dels costums i la moral tradicional. Alguns consideren com moment culminant de l'esperit nacionalcatòlic el Congrés Eucarístic de Barcelona de 1952.

## L'aggiornamento
Des del Concili Vaticà II, l'església catòlica s'allunya del franquisme. Bisbes com Vicent Enrique i Tarancón dirigeixen un procés que acabarà amb una presó especial plena de sacerdots opositors al règim i un bisbe nacionalista basc (Antonio Añoveros Ataún) pràcticament declarat persona non grata. Els canvis socials experimentats durant els quaranta anys del franquisme havien tornat a allunyar molts fidels de les esglésies i buidat els seminaris. Els moviments cristians de base, pròxims ideològicament a la teologia de l'alliberament que començava a formular-se a Amèrica Llatina per sacerdots locals i altres provinents d'Espanya, mostraven una oposició al Règim no menys radical que les dels il·legals partits d'esquerra, i igual que els sindicats verticals eren utilitzats per Comissions Obreres, acollien les activitats de molts opositors. L'Acció Catòlica (HOAC, JOC, JEC…), l'escoltisme catòlic i d'altres moviments cristians s'havien anat separant de les postures oficials del Movimiento Nacional, especialment a Catalunya. Dels seus membres van sortir molts dels quadres dels sindicats (CCOO, USO, UGT…) i de les organitzacions polítiques d'oposició (PSUC, Bandera Roja, FOC, MSC, UDC…). No obstant això, seguia havent grups ultracatòlics, amb presència de bisbes com Guerra Campos, als quals pot englobar-se en l'anomenat búnquer amb la Federación de Excombatientes i la part més immobilista del Movimiento Nacional, que intenta impedir una transició a la democràcia a la mort de Franco.
Alguns, com els Guerrilleros de Cristo Rey arribaren a recórrer a la violència contra manifestacions de l'oposició i fins i tot atempten contra llibreries que utilitzen la tímida obertura per a eludir la censura.

## La democràcia
El nou concordat (signat prèviament a la constitució i de constitucionalitat debatuda) i la constitució de 1978, defineixen a Espanya com un estat aconfessional i reconeixen l'Església catòlica com una institució amb què l'estat ha de tenir una relació especial, sobretot en assumptes educatius. Més enllà dels retrets de la part més conservadora del clergat, que denunciava que la paraula Déu no estava en el text, la Constitució marca altre punt d'inflexió en la relació de l'Església i l'Estat. A partir d'aquest moment, i sota governs de diferent signe, l'Església institució comença a funcionar com un grup de pressió molt influent que pretén frenar canvis legislatius (divorci, avortament, anticonceptius, matrimoni homosexual, llei d'identitat de gènere) o impulsar-los (concerts educatius).
Les actituds més conservadores dels bisbes actius en el període del pontificat de Joan Pau II, com el Cardenal Antonio María Rouco Varela, que hegemonitza la Conferència Episcopal Espanyola (CEE) expliquen una intensificació de la pressió de l'Església sobre el govern, tant si era del Partit Popular com si era del PSOE. Les lleis d'ensenyament i el paper de l'assignatura de religió, i la defensa de la concepció catòlica de la família són els temes més sensibles que van fomentar les macromanifestacions dels anys 2005 i 2006. Assumptes menys religiosos, com el debat territorial i les negociacions del govern de Zapatero amb ETA no han estat alienes a això. També fóra un assumpte espinós la finançament, que provisionalment, però sense que cap govern hagi proposat suspendre-la, depèn d'una assignació tributària extreta de l'impost de la renda IRPF i que els contribuents poden marcar en la seva declaració. Mai és suficient per a cobrir les necessitats de l'Església i ha de suplir-se amb altres fons estatals.